# Pic de la Grave
Le pic de la Grave est un sommet du massif des Écrins qui culmine à 3 667 mètres d'altitude.

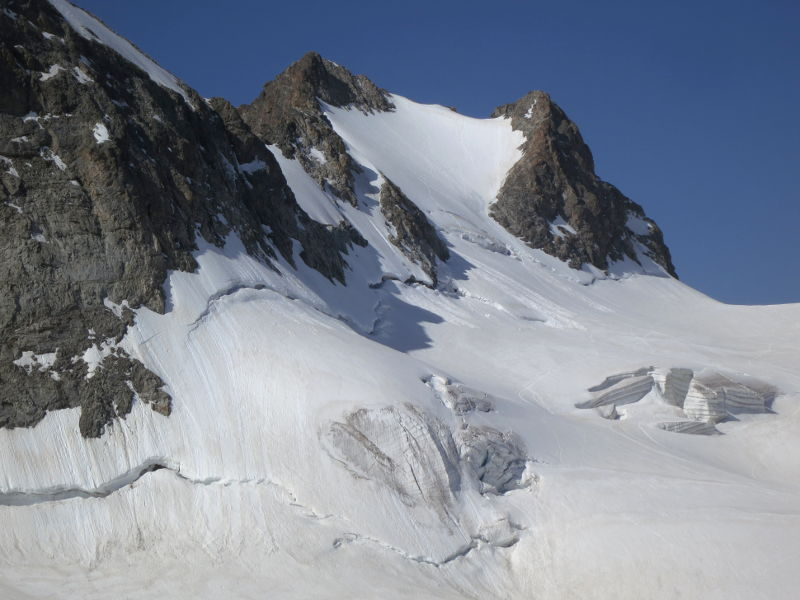
Vue du pic de la Grave et du glacier de la Girose.